# Ättekulla

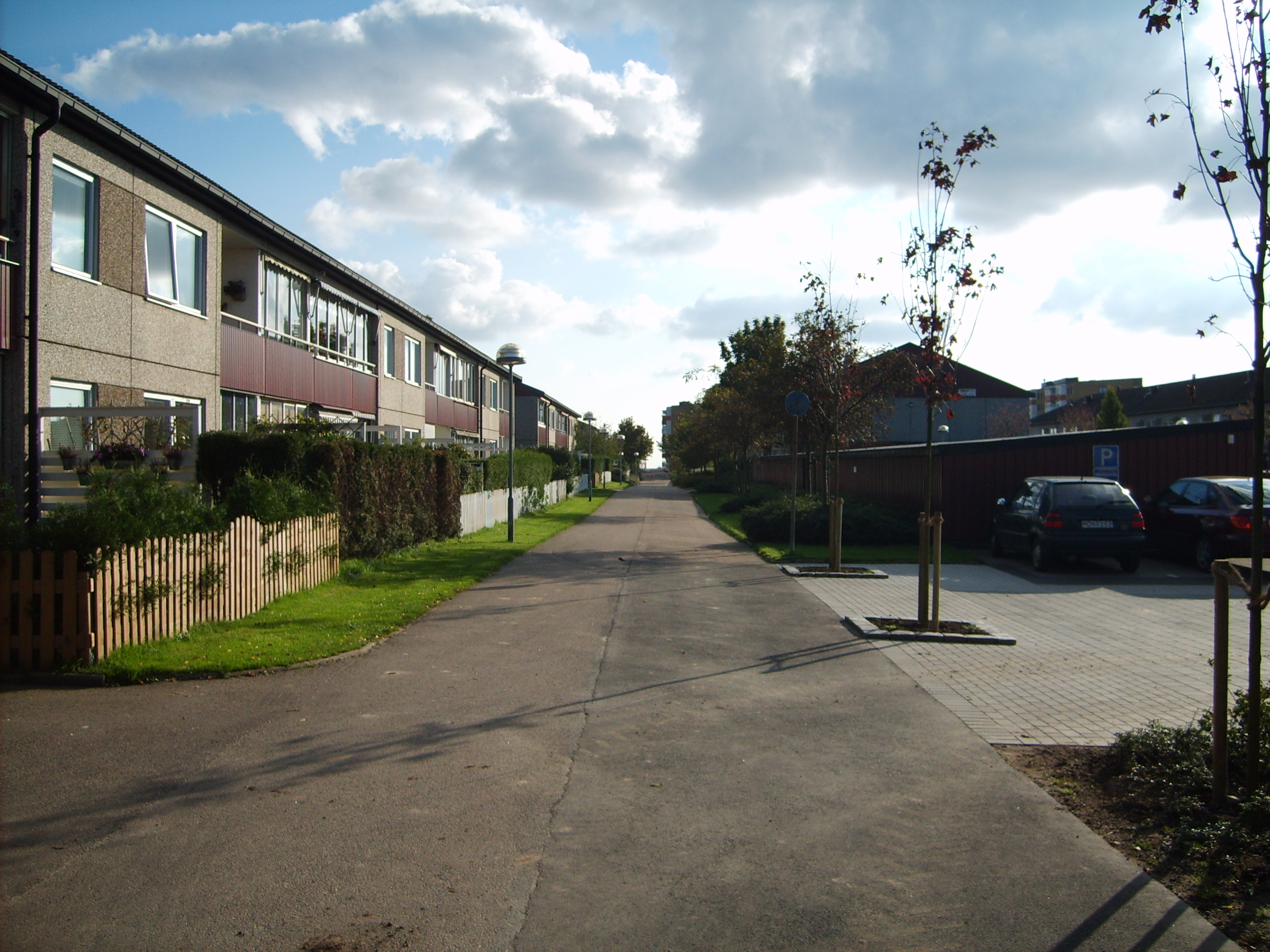
Låghus på Ättekulla

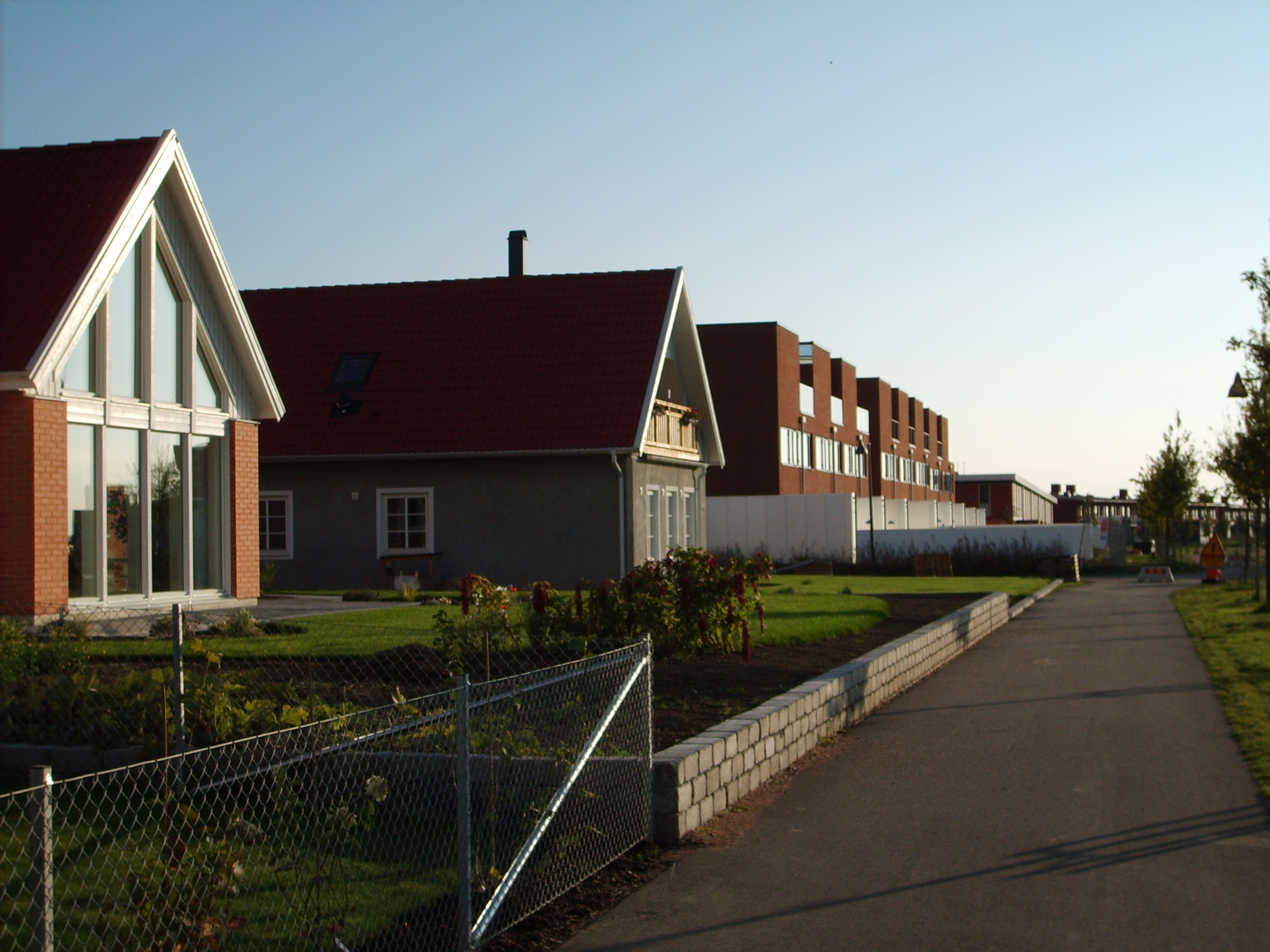
Gata i området Raus Vång.

Ättekulla är en stadsdel i södra Helsingborg. Det är ett bostadsområde och industriområde och hyser bland annat Ramlösa Hälsobrunn AB och Finax. I bostadsområdet finns både lägenheter och villor. Lägenheterna finns i höghusen, som syns på långt avstånd, samt i tvåvåningshus.
Ättekullaskolan, som byggdes om helt i slutet av 1990-talet, har elever från årskurs 1–9 samt fritidshem. På Ättekulla finns även en förskola samt ett litet centrum med frisör och pizzeria. Den 31 december 2020 hade statistikområdet Ättekulla 4 017 invånare.

## Stadsbild
Stadsdelen avgränsas i norr (mot Ramlösa) av stadsmotorvägen Malmöleden, av Rååbanan i väster och söder (mot Råå) och E6 i öster.
Genom stadsdelen löper i nord-sydlig riktning Österleden, med Ättekulla industriområde öster om leden och bostadsområdena på västra sidan. Österleden fungerar som en huvudled i området tillsammans med Rusthållsgatan i norr och Rausvägen i söder.  Bostadsområdena delas i sin tur av från varandra av grönområdena kring Ättekulla gravfält, med Raus Norra i norr och Raus Södra samt Raus Vång i söder. Båda bostadsområdena är arrangerade kring bigator från Österleden. Raus Norra uppvisar en varierad, men strikt uppdelad, bebyggelse bestående av ett parhusområde längst i norr och ett söder därom liggande område av låghus i två våningar. Väster om dessa ligger ett villaområde. Söder om småhusbebyggelsen ligger ett område med fristående flerbostadshus i sex våningar, arrangerade i nord-sydlig riktning. Denna bebyggelse är uppdelad i två delar, med ett större område åt väster och två skivhus längst ut mot Österleden. Mellan de två områdena ligger ett mer fritt utformat område av senare datum, bestående av både radhus och flerbostadshus. Söder om bostadsområdena ligger Ättekullaskolan och söder om denna ett område med sportanläggningar i anknytning till grönområdet.
Raus Södra består till största delen av radhus, fritt arrangerande kring olika säckgator, samt ett något nyare villaområde längst i söder. Väster om detta ligger Raus Vång som byggdes ut under början av 2000-talet. Området har ett mycket mer strukturerat gatunät, längs vilket radhus finns placerade. I det nordvästra hörnet och i nordost, mot Raus Södra, finns ett antal villatomter. Söder om det nordöstra villaområdet ligger tre punkthus. En bit söder om Rausvägen ligger Raus kyrka intill Råån brant.

## Folkliv
Ättekulla är ett populärt område för barnfamiljer och äldre. Omgivningarna, där man bland annat kan se Öresund, är populära att promenera i. Den 26 april 2008 anordnades en temadag kallad Ättekulladagen där de lokala föreningarna visade sina aktiviteter. Även affärscentrumets butiker medverkade. Det bjöds på korv med bröd, soppa och pizzerian Milano hade specialpris på Vesuvio. Skolan och fritidsgårdarna deltog också och Ramlösa Södra FF (Före detta Ramlösa BOIS och Helsingborgs Södra) hade öppet hus. Till fotbollssäsongen 2008 bildades fotbollsklubben Ättekulla FC, laget började sitt seriespel i korpserien där de fortfarande spelar.

## Historik
Ättekulla är ett av de områden i Helsingborg som har rikast förekomst av arkeologiska fynd, vilket kan sammankopplas med närheten till Råån längre söderut. Boplatser från förhistorisk tid var ofta placerade i anknytning till vattendrag, då dessa erbjöd kommunikationer med såväl yttre sjöfartsleder som bygderna inåt land. Inom stadsdelens område låg två byar med äldre ursprung: Raus kyrkby i söder, som utgjorde den forntida hamnplatsen vid Råån, och Köpinge i norr, som utgjorde en mer skyddad handelsplats. Mellan de två byarna sträckte sig en landsväg som till stor del motsvarar Österledens nuvarande sträckning i denna del. Spår från stenåldern har hittats i form av en boplats vid Raus och tre flintyxor från Köpinge, som troligen nedgrävts som offergåva. Namnet Ättekulla syftar på det stora gravområde som ligger centralt i stadsdelen, Ättekulla gravfält, som består av ett 20-tal gravhögar, även kallade "ättekullar", från bronsåldern. Av dessa är 10 ännu bevarade. Vid en arkeologisk undersökning 1879–1882 av åtta av gravhögarna fann man att de innehöll 11 gravar från äldre bronsåldern och 53 från yngre bronsåldern, detta eftersom man under yngre bronsåldern ofta utökade de existerande gravhögarna för nya begravningsplatser. Gravarna tog också mindre plats, då man kremerade de avlidna och placerade deras ben i urnor. Utöver detta har ett stort antal bronsåldersartefakter påträffats i området, exempelvis en stridsyxa, dräktspännen och rakknivar.
Under järnåldern och vikingatiden ökade handeln i området och bygden kring Råån kom att bli tätbefolkad för sin tid. Näringarna var huvudsakligen fiske och sjöfart, då bygden inte var särskilt bördig. Det var också vid denna tid som byarna Raus och Köpinge uppstod. Köpinge var den viktigaste handelsplatsen och en av de största orterna i trakten fram till runt år 1000, då Helsingborg övertog funktionen som handelsplats. Byn Köpinge fanns dock kvar i form av en medeltida by, belägen ungefär vid nuvarande Ättekulla trafikplats. Raus låg vid ett vadställe i Råån och platsen har troligen varit en samlingspunkt långt tillbaka i tiden. I Raus uppfördes på 1100-talet Raus kyrka som sockenkyrka och samhället här fick karaktären av kyrkby. Kartor från 1700-talet visar att de norra delarna av den nuvarande stadsdelen var en del av Helsingborgs fälad. Denna sträckte sig förr över ett stort område norr och öster om Helsingborg och utnyttjades sedan vikingatiden som utmark för kreatur tillhörande orterna i området. Söder om fäladen låg sedan inägor till Raus och Köpinge byar. Kartorna visar även att det i stadsdelens norra del låg en pestkyrkogård från den pestepidemi som drabbade trakten 1710–1711.
Innan enskiftet genomfördes i början av 1800-talet bestod Raus av åtta gårdar, belägna norr och väster om kyrkan, tillsammans med åtta gårdar i Pålstorp söder om Rååns dalgång. Köpinge bestod vid enskiftet av 10 gårdar. Skiftet innebar att byarnas gårdar flyttades ut i landskapet och det är till exempel från denna tid som Backagården i sydväst härstammar. Detta innebar att de gamla bystrukturerna nästan helt utplånades. Särskilt drabbat blev Köpinge som till slut blev helt utplånat i och med utbyggnaden av Österleden och Ättekulla trafikplats under 1900-talets andra hälft. Områdets kommunikationer förbättrades dock 1865 i och med att Helsingborg-Landskrona-Eslövs järnväg anlades i väster och en station byggdes vid Raus. Runt stationen växte ett mindre samhälle upp, där bland annat Raus Stenkärlsfabrik startades 1911. Stationen hade passagerartrafik fram till 1960-talet, då denna lades ner, och stationen revs 1993. I skogspartiet i väster, mot järnvägen, låg mellan 1907 och 1914 ett Folkets Park med tillhörande dansbana. Området var ett populärt utflyktsmål även efter att Folkparken upphört. Kolonilottsområdet Ättekulla sommarstad ska ha anlagts under andra världskriget.
På 1960-talet påbörjades en större exploatering av området genom utbyggnaden av Ättekulla industriområde. Området omfattade en yta på 1 000 000 kvadratmeter tomtmark mellan Österleden och E6. De första större bostadsområdena i stadsdelen byggdes på 1970-talet väster om Österleden. I norr, vid Rusthållsgatan, byggdes området Raus Norra, vilket bestod av både flerbostadshus, radhus och villor. År 1977 hölls en arkitekttävling för utbyggnaden av det södra området, Raus Södra, vid Rausvägen. Det dröjde dock till 1988 innan området kom att bebyggas. Här uppfördes cirka 370 lägenheter fram till 1993. I början av 2000-talet hölls ännu en arkitekttävling för utbyggnaden ett område omedelbart väster om Raus Södra, kallat Raus Vång. Området omfattar 250 bostäder, huvudsakligen bestående av radhus, men även villor och flerbostadshus, och stod klart 2007. De radhus som ritades av det danska arkitektkontoret Tegnestuen Vandkunsten belönades med Bostadspriset 2007 av Sveriges Arkitekter. Den 27 augusti 2009 beslutade Helsingborgs stad att förklara ett område omfattande Ättekulla gravfält, Ättekulla skog och Ättekulla sommarstad som naturreservat.

## Befolkningsutveckling
| Befolkningsutvecklingen i Ättekulla 2000–2020 | Befolkningsutvecklingen i Ättekulla 2000–2020 | Befolkningsutvecklingen i Ättekulla 2000–2020 | Befolkningsutvecklingen i Ättekulla 2000–2020 | Befolkningsutvecklingen i Ättekulla 2000–2020 |
| --------------------------------------------- | --------------------------------------------- | --------------------------------------------- | --------------------------------------------- | --------------------------------------------- |
|                                               |                                               |                                               |                                               |                                               |
| År                                            |                                               |                                               | Folkmängd                                     |                                               |
| 2000                                          | 2000                                          |                                               | 3 241                                         |                                               |
| 2001                                          | 2001                                          |                                               | 3 245                                         |                                               |
| 2002                                          | 2002                                          |                                               | 3 231                                         |                                               |
| 2003                                          | 2003                                          |                                               | 3 224                                         |                                               |
| 2004                                          | 2004                                          |                                               | 3 229                                         |                                               |
| 2005                                          | 2005                                          |                                               | 3 274                                         |                                               |
| 2006                                          | 2006                                          |                                               | 3 751                                         |                                               |
| 2007                                          | 2007                                          |                                               | 3 967                                         |                                               |
| 2008                                          | 2008                                          |                                               | 3 973                                         |                                               |
| 2009                                          | 2009                                          |                                               | 4 016                                         |                                               |
| 2010                                          | 2010                                          |                                               | 3 979                                         |                                               |
| 2011                                          | 2011                                          |                                               | 4 026                                         |                                               |
| 2012                                          | 2012                                          |                                               | 3 953                                         |                                               |
| 2013                                          | 2013                                          |                                               | 3 940                                         |                                               |
| 2014                                          | 2014                                          |                                               | 3 940                                         |                                               |
| 2015                                          | 2015                                          |                                               | 3 964                                         |                                               |
| 2016                                          | 2016                                          |                                               | 3 981                                         |                                               |
| 2017                                          | 2017                                          |                                               | 4 026                                         |                                               |
| 2018                                          | 2018                                          |                                               | 4 002                                         |                                               |
| 2019                                          | 2019                                          |                                               | 3 965                                         |                                               |
| 2020                                          | 2020                                          |                                               | 4 017                                         |                                               |

## Demografi

### Befolkningssammansättning
Statistikområdet Ättekulla hade 4 017 invånare den 31 december 2020, vilket utgjorde 3,5 % av befolkningen i hela Helsingborgs tätort (här alla statistikområden i Helsingborgs kommuns innerområde, motsvarande Helsingborgs tätort inklusive vissa närliggande småorter). Medelåldern var vid samma tid 44,3 år, vilket var något högre än medelåldern för resterande Helsingborg. Åldersfördelningsmässigt hade stadsdelen en mindre andel i åldersgruppen mellan 20 och 39 år än resten av staden, och en något högre andel äldre i åldersgruppen 70 år och uppåt än staden i övrigt. Den största åldersgruppen inom statistikområdet var 40 till 49 år med 12,4 % av befolkningen.
Andelen personer med utländsk bakgrund, alltså personer som antingen är födda utanför Sverige eller har föräldrar som båda är födda utanför Sverige, var inom statistikområdet 24,0 %, vilket var lägre än andelen för övriga Helsingborg med 30,3 %. Av de invånare som är födda utanför Sverige hade Ättekulla en högre andel personer födda i Norden och övriga Europa och en lägre andel födda i resten av världen än genomsnittet för staden.
| Åldersfördelning (2020) |        |  |  |  |
| Åldersgrupp             | Andel  |  |  |  |
| 0–9                     | 10,8 % |  |  |  |
| 0–9                     | 11,5 % |  |  |  |
| 10–19                   | 11,5 % |  |  |  |
| 10–19                   | 10,7 % |  |  |  |
| 20–29                   | 10,2 % |  |  |  |
| 20–29                   | 14,7 % |  |  |  |
| 30–39                   | 11,8 % |  |  |  |
| 30–39                   | 14,1 % |  |  |  |
| 40–49                   | 12,4 % |  |  |  |
| 40–49                   | 12,1 % |  |  |  |
| 50–59                   | 12,2 % |  |  |  |
| 50–59                   | 12,5 % |  |  |  |
| 60–69                   | 11,0 % |  |  |  |
| 60–69                   | 10,3 % |  |  |  |
| 70–79                   | 12,1 % |  |  |  |
| 70–79                   | 8,8 %  |  |  |  |
| 80–                     | 8,1 %  |  |  |  |
| 80–                     | 5,1 %  |  |  |  |
|                         |        |  |  |  |
|                         |        |  |  |  |
| Medelålder              | 44,3   |  |  |  |
| Medelålder              | 40,7   |  |  |  |

| Utländsk bakgrund (2020)                |        |  |  |  |
|                                         |        |  |  |  |
| Andel                                   | 26,4 % |  |  |  |
| Andel                                   | 30,3 % |  |  |  |
| Födelseland (för födda utanför Sverige) |        |  |  |  |
| Region                                  | Andel  |  |  |  |
| Övriga Norden                           | 10,1 % |  |  |  |
| Övriga Norden                           | 7,3 %  |  |  |  |
| Övriga Europa                           | 43,7 % |  |  |  |
| Övriga Europa                           | 37,8 % |  |  |  |
| Övriga Världen                          | 46,2 % |  |  |  |
| Övriga Världen                          | 54,8 % |  |  |  |

### Utbildning och inkomst
Befolkningen på Ättekulla hade den 31 december 2020 en något lägre utbildningsnivå än Helsingborg som helhet. Andelen invånare mellan 20 och 64 år med gymnasial utbildning låg över genomsnittet för staden och andelen med eftergymnasial utbildning var lägre än genomsnittet. Störst var andelen med 3-årig gymnasial utbildning, med 31,1 % och Ättekulla var den stadsdel med högsta andelen av denna utbildningsnivå i Helsingborg. Medelinkomsten för statistikområdet uppgick 2020 till 393 900 kronor jämfört med 402 800 kronor för Helsingborg som helhet. Kvinnornas medelinkomst uppgick till 75,8 % av männens, vilket var en större skillnad än för hela Helsingborgs tätort där andelen uppgick till ungefär 80 %.
| Utbildningsnivå (2020) |        |  |  |  |
| Utbildning             | Andel  |  |  |  |
| Förgymnasial           | 12,3 % |  |  |  |
| Förgymnasial           | 13,2 % |  |  |  |
| Gymnasial (≤2 år)      | 19,8 % |  |  |  |
| Gymnasial (≤2 år)      | 16,8 % |  |  |  |
| Gymnasial (3 år)       | 31,1 % |  |  |  |
| Gymnasial (3 år)       | 25,8 % |  |  |  |
| Eftergymn. (<3 år)     | 14,7 % |  |  |  |
| Eftergymn. (<3 år)     | 16,8 % |  |  |  |
| Eftergymn. (≥3 år)     | 20,2 % |  |  |  |
| Eftergymn. (≥3 år)     | 24,4 % |  |  |  |
| Ingen uppgift          | 1,9 %  |  |  |  |
| Ingen uppgift          | 3,0 %  |  |  |  |

| Förvärvsinkomst (2020) |         |  |  |  |
| Kön                    | Inkomst |  |  |  |
| Kvinnor                | 339,7   |  |  |  |
| Kvinnor                | 356,9   |  |  |  |
| Män                    | 448,4   |  |  |  |
| Män                    | 446,6   |  |  |  |
| Samtliga               | 393,9   |  |  |  |
| Samtliga               | 402,8   |  |  |  |

### Sysselsättning och hälsa
Arbetslösheten för personer mellan 20 och 64 år uppgick år 2020 till totalt 7,5 %, vilket var lägre än genomsnittet för Helsingborg. Arbetslösheten för kvinnor var något högre än den för män. Den öppna arbetslösheten uppgick 2020 till 4,4 %. Andelen förvärvsarbetande uppgick 2019 till totalt 80,5 %. Av de förvärvsarbetande i stadsdelen pendlade 1 530 personer till arbeten utanför stadsdelen, medan 2 775 personer pendlade in till arbeten inom stadsdelen från boende utanför Ättekulla. Inom stadsdelen ligger större arbetsgivare som Kemira och Solenis.
Det genomsnittliga antalet utbetalda dagar med sjukpenning, arbetsskadesjukpenning, rehabiliteringspenning, sjukersättning och aktivitetsersättning från socialförsäkringen för stadsdelen uppgick år 2020 till 25 dagar, vilket var något högre än de 23 dagar som gällde för Helsingborg som helhet. Ohälsotalet var större för kvinnorna än för männen.
| Arbetslöshet (2020) |        |  |  |  |
| Kön                 | Andel  |  |  |  |
| Kvinnor             | 7,8 %  |  |  |  |
| Kvinnor             | 9,8 %  |  |  |  |
| Män                 | 7,2 %  |  |  |  |
| Män                 | 10,2 % |  |  |  |
| Samtliga            | 7,5 %  |  |  |  |
| Samtliga            | 11,1 % |  |  |  |

| Ohälsotal (2020) |       |  |  |  |
| Kön              | Dagar |  |  |  |
| Kvinnor          | 29    |  |  |  |
| Kvinnor          | 27    |  |  |  |
| Män              | 21    |  |  |  |
| Män              | 19    |  |  |  |
| Samtliga         | 25    |  |  |  |
| Samtliga         | 23    |  |  |  |